# Lodovico Capponi juniore

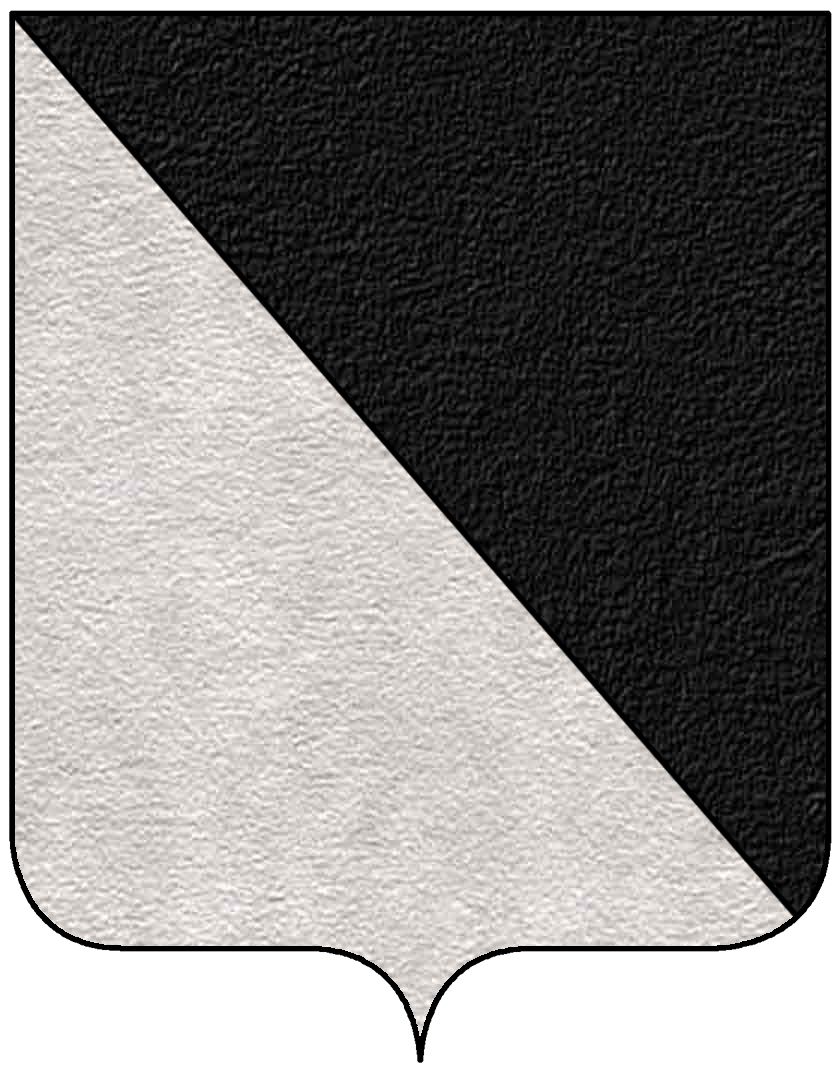
Stemma dei Capponi

Lodovico Capponi juniore (Firenze, 19 marzo 1534 – Firenze, 6 maggio 1614) è stato un banchiere italiano, uomo di corte e mecenate fiorentino, figlio di Lodovico Capponi seniore.

## Biografia

### Origini e formazione
Nacque a Firenze, nel quartiere di S. Spirito (gonfalone della Scala), da Lodovico di Gino e da Caterina di Girolamo Ridolfi, battezzato Neri e ultimo di sette figli (quattro femmine e due maschi, senza contare i fratellastri dalla prime nozze del padre con Maria Martelli). Fu chiamato Ludovico a poco più di un anno di età, dopo la morte del padre, dal quale erditò coi fratelli, un eccezionale patrimonio di 50.000 scudi, che il padre aveva messo insiene a Roma, sotto la protezione di Leone X e con un banco diretto col suocero Giovanfrancesco Martelli. 
Frequentò la scuola di Lodovico Buonaccorsi di San Gimignano, maestro di grammatica molto apprezzato e collaboratore di Piero Vettori nella pubblicazione delle opere di Cicerone. Ludovico, legato alle famiglie più in vista di Firenze, si distinse presto per la sua vita vivace e allegra, diventando protagonista di molte delle feste della città. Sin da giovane, emerse il carattere impetuoso e incline al conflitto. Innamoratosi precocemente di Leonora Soderini, continuò a corteggiarla anche dopo il suo matrimonio con Matteo Strozzi. Questo portò quasi a uno scontro fisico tra i due rivali durante una messa nella chiesa di San Frediano. Poco tempo dopo, a seguito di una lite tra Gino, fratello del Capponi, e Cecchino Bucherelli, conclusasi con il ferimento di quest’ultimo, Ludovico, insieme ai suoi fratelli, respinse armato un assalto alla loro casa guidato dal Bucherelli e dai suoi alleati. L’aggressione costò la vita a due uomini di Bucherelli e portò quest’ultimo al patibolo. Probabilmente anche per via di questi eventi, Capponi, ancora molto giovane, si trasferì a Roma nel 1552. Qui fu accolto dal cardinale Salviati e si legò di amicizia con il nipote del prelato, Giovan Battista.
Durante il soggiorno romano, Capponi si trovò coinvolto in un conflitto con il capitano Antonio Buondelmonti, detto "Tognone". Sebbene avesse sfidato quest’ultimo a duello, la disputa si risolse con un accordo verbale, che però lasciò Capponi insoddisfatto. Egli inviò allora la documentazione della questione a Girolamo Muzio, celebre esperto di cavalleria dell’epoca. Successivamente, Capponi si spostò a Napoli, dove frequentò con assiduità la vedova del marchese del Vasto, presumibilmente grazie all’intercessione di Muzio, che in passato era stato segretario del marchese. Frequentò inoltre la corte del viceré don Pedro de Toledo.
Dopo un breve viaggio a Venezia e Bologna, dove incontrò il vecchio zio Francesco Capponi, cavaliere di Malta noto per la sua ricchezza e avarizia, Capponi fece ritorno a Firenze. Qui si avvicinò al mondo letterario stringendo rapporti con Francesco Giocondi, il quale nel 1552 gli dedicò il Breve discorso delle cose seguite in Italia dal '94 in qua. Giocondi lo persuase ad abbandonare l’idea di intraprendere una carriera militare, esortandolo invece a dedicarsi agli studi letterari.

### La vicenza matrimoniale

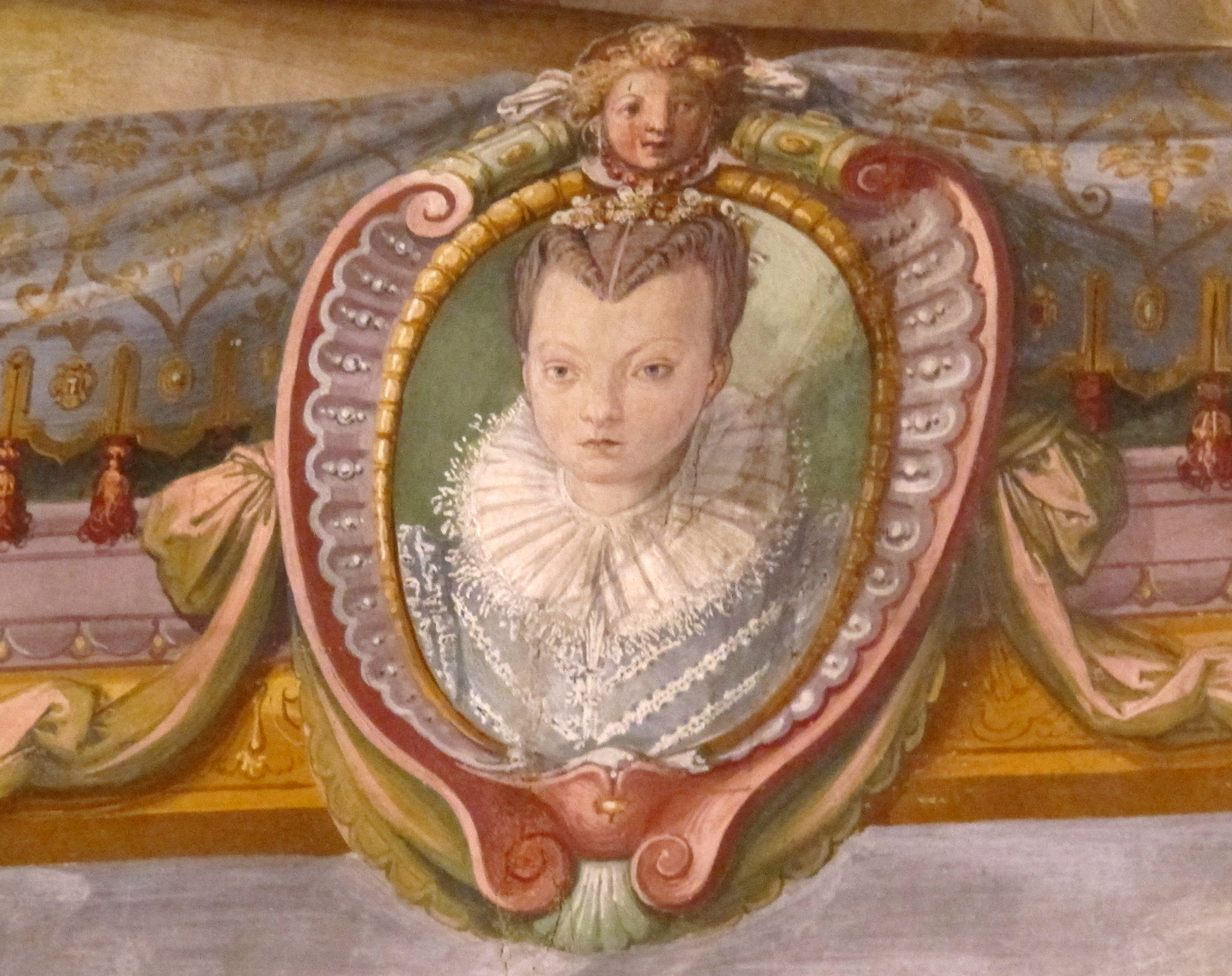
Bernardino Poccetti, Maddalena Vettori

Il Capponi, celebre tra i suoi contemporanei per la straordinaria avvenenza, incontrò in questo periodo Maddalena Vettori, unica figlia ed erede di Bernardo Vettori, deceduto a Genova nel 1542, e di Ginevra Bartolini. Tra i due nacque un amore intenso e corrisposto. Maddalena, con una dote che superava i 30.000 ducati, rappresentava una delle pretendenti più ambite della sua epoca, attirando numerosi corteggiatori. Tra questi spiccavano Alessandro di Piero Salviati, già promesso sposo ma giustiziato a Livorno per il suo sostegno agli Strozzi, Jacopo di Alamanno Salviati, e Sigismondo de' Rossi dei conti di San Secondo, favorito apertamente dal duca Cosimo I per il matrimonio con Maddalena. La competizione per la sua mano generò così tanto clamore a Firenze che Jacopo Pitti immortalò l’evento nelle sue Stanze per una battaglia a torneo.
Determinato a sposare Maddalena, Capponi cercò l’appoggio dei membri più influenti della sua famiglia. Fece affidamento soprattutto su Alessandro Capponi, suocero del fratello Girolamo, che fino ad allora gli era stato favorevole, arrivando persino a proporre di utilizzare la cospicua dote di Maddalena per avviare un’impresa comune. Tuttavia, quando Alessandro venne a conoscenza di una lettera in cui Cosimo I si dichiarava contrario al matrimonio, temendo di compromettere il rapporto con il duca, ruppe i rapporti con Capponi. Anche Giuliano Capponi e lo zio Francesco, figure autorevoli della famiglia, rifiutarono di sostenere il giovane per lo stesso motivo.

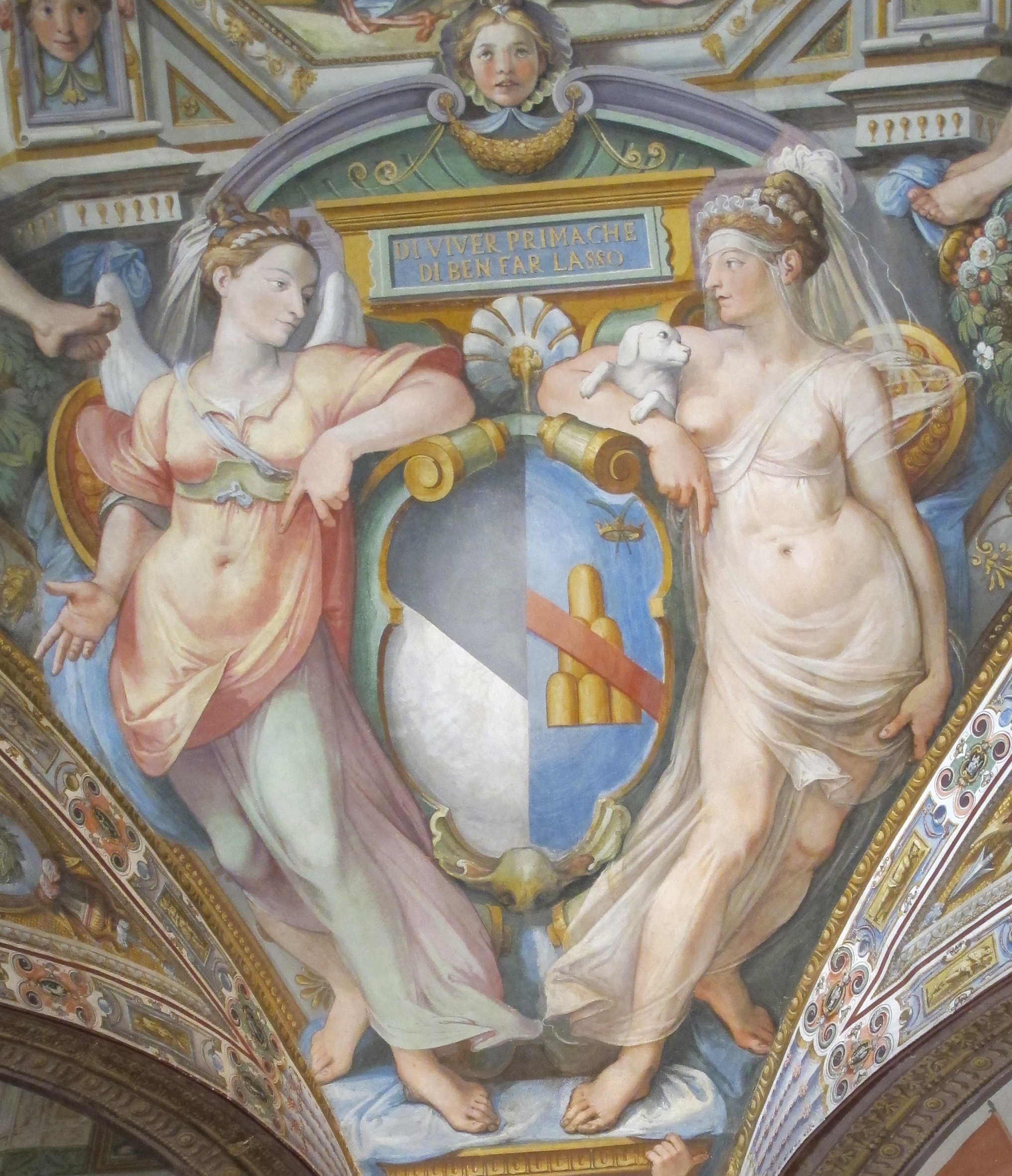
Stemma Capponi Vettori, nel salone di palazzo Capponi, affrescato dal Poccetti

Nel frattempo, Cosimo I, spinto da Jacopo Salviati, intervenne ufficialmente inviando lettere che proibivano il matrimonio tra Ludovico a Maddalena. Ordinò a Ginevra Bartolini di non dare il suo consenso alle nozze, mentre il magistrato dei Pupilli, incaricato di tutelare Maddalena, evitò di opporsi al duca. Maddalena, nonostante tutto, sembrava decisa a non rinunciare al suo amore per Capponi. La giovane fu però sottoposta a pesanti pressioni: fu falsamente accusata di un debito di 5.000 scudi nei confronti del fisco, costringendola a ricorrere a prestiti e a vendere beni a prezzi stracciati. Subì inoltre il sequestro del bestiame della sua fattoria di Paneretta, in Valdelsa.
Quando queste misure non riuscirono a spezzare la volontà di Maddalena, Cosimo I la invitò a corte, dove sperava di controllarla. Maddalena, rifugiatasi nel monastero domenicano di San Vincenzo a Prato, fu trattenuta a palazzo come dama di compagnia della duchessa Eleonora. Nel frattempo, Capponi cercò sostegno tra gli ambienti della corte, stringendo amicizie con personalità influenti come don Luis de Toledo, fratello della duchessa, e Chiappino Vitelli. Alla fine, grazie all’intercessione di Alfonso d’Este, futuro genero di Cosimo I, il duca acconsentì alle nozze, che furono celebrate il 21 luglio 1558 nella chiesa di San Pier Scheraggio.
Il matrimonio, elogiato in versi da poeti come Giovan Battista Strozzi il Cieco, Jacopo Pitti, e Francesco Bocchi, assunse anche un significato simbolico e politico. Girolamo Guicciardini lodò Capponi come emblema di opposizione al dispotismo mediceo. Tuttavia, ben presto Capponi divenne uno dei cortigiani più assidui di Cosimo I, stringendo una stretta amicizia con Bartolomeo Concini e lo stesso duca, dimostrando una completa integrazione nell’ambiente mediceo.

### Ambascerie e controversie
Nel 1558, Capponi prese parte al seguito della principessa Lucrezia de' Medici, che si recava a Ferrara per sposare Alfonso d'Este. Due anni dopo, accompagnò Cosimo I durante un viaggio a Roma, città in cui fece ritorno nel 1570 per assistere alla cerimonia di incoronazione di Cosimo a granduca. Alla morte del sovrano nel 1574, Capponi fu tra coloro che portarono il baldacchino durante i solenni funerali. Nel 1584, invece, seguì un'altra figlia di Cosimo, Eleonora, nel suo matrimonio con Vincenzo Gonzaga.
Durante questi anni, la vita di Capponi fu costellata da nuove dispute legali e scontri. Nel 1560, alla morte dello zio Francesco, si trovò coinvolto in una lunga controversia con il fratello Girolamo, che aveva preso il controllo dell’intera eredità. I due fratelli comparvero davanti agli Otto di Guardia e Balia il 25 agosto 1563 per tentare una conciliazione, che comunque non avvenne definitivamente prima del 1586.
Nel 1570, durante il suo soggiorno a Roma, Capponi entrò in conflitto con Giulio Curto, notaio apostolico, per un vecchio credito di 3.350 ducati legato a Paolo Vettori, nonno di Maddalena. La disputa degenerò nel marzo 1571, quando dei sicari del Curto attaccarono la villa di Capponi, La Paneretta. In risposta, Capponi aggredì Curto a Roma il 29 aprile dello stesso anno. Questo gesto gli costò la scomunica da parte di papa Pio V, oltre a una condanna al pagamento di 3.000 ducati e alla galera perpetua, pene che furono successivamente revocate da papa Gregorio XIII. Nonostante i numerosi tentativi di mediazione e le suppliche presentate da Capponi, la questione col Curto non trovò mai una soluzione definitiva.
Morì a Firenze il 6 maggio 1614.

## Mecenatismo

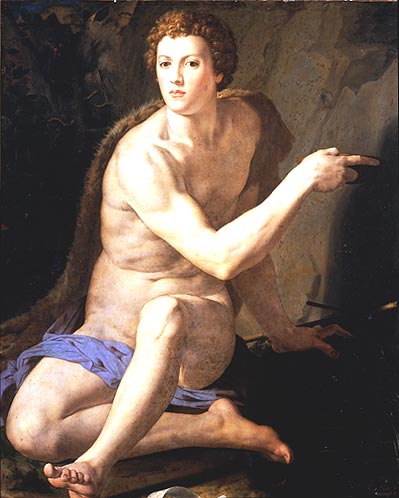
San Giovanni Battista del Bronzino, Galleria Borghese

La cospicua eredità di Maddalena consentì a Capponi di mantenere uno stile di vita fastoso. Egli intrattenne stretti legami con la famiglia Farnese, in particolare con il cardinale Alessandro. Appassionato di letteratura e autore di poesie di modesta qualità, Capponi fu membro dell'Accademia Fiorentina e intrattenne rapporti cordiali con numerosi intellettuali del suo tempo. Benedetto Varchi gli dedicò una delle sue lezioni sulle Cinque questioni d'amore, lette all'Accademia nel 1554, e un libro di sonetti pastorali. Anche Leonardo Salviati, nel 1575, e Luca dell'Antella gli dedicarono alcune rime.
Capponi si distinse come un mecenate generoso, accogliendo numerosi personaggi illustri nella sua villa La Paneretta, che potrebbe essere stata decorata da Bernardino Poccetti (nel cortile). Egli possedeva inoltre un sontuoso palazzo, precedentemente appartenuto ai Vettori, situato sul lungarno vicino al ponte di Santa Trinita. Il Poccetti decorò nel palazzo un sontuoso salone, e affrescò per il Capponi anche alcune campate del Chiostro Grande di Santa Maria Novella, dove si trovano stemmi e ritratti di Ludovico e della sua consorte. Tra gli ospiti di Capponi si annovera Girolamo Muzio, che, in condizioni di povertà e malattia, trascorse gli ultimi due anni della sua vita presso La Paneretta. Alla sua morte, fu sepolto nella vicina chiesa di Ruffiniano a spese di Capponi.
Capponi sostenne e promosse artisti come Agnolo Bronzino e Alessandro Allori. Il Bronzino ne fece un bellissimo ritratto oggi alla Frick Collection di New York; Ludovico fu forse anche il modello per un San Giovanni Battista alla Galleria Borghese di Roma, e per un ritratto di Alessandro Allori agli Uffizi.
A partire dal 1572, Capponi avviò anche un’intensa corrispondenza epistolare con santa Caterina de' Ricci, monaca domenicana del monastero di San Vincenzo a Prato, istituzione che beneficiò largamente della sua generosità sua e dei suoi parenti. La futura santa ispirò a Ludovico una particolare devozione per il Savonarola, non esente da sfumature politiche.

## Discendenza
Dal matrimonio con Maddalena Vettori (18 marzo 1540-5 luglio 1601) Capponi ebbe otto figli:
- Giulio (29 maggio 1561 - colpito da un fulmine, luglio 1589);
- Bernardino (21 agosto 1563 - 19 dicembre 1639)[5], letterato; sposò nel 1598 Elisabetta Salviati;
- Vittoria (c. 1565 - ?) sposò nel 1588 Girolamo di Luca degli Albizi (?-1591) e in seconde nozze Giovanfrancesco di Luigi Ridolfi;
- Clarice (c. 1567 - settembre 1593[6]), sposò nel 1590 Mario di Niccolò Doni;
- Emilio (c. 1569 - 29 agosto 1569);
- Giovanna (13 ottobre 1573 - 24 maggio 1624), monaca;
- Giulia (settembre 1575 - ?), monaca;
- Ottavia (c.  1580 - 7 novembre 1656[7]), sposò in prime nozze nel 1598 Piero Minerbetti e in seconde nozze nel 1609 Roberto di Pandolfo Pucci (1543-1612).